# Полк (окръг, Тексас)
Вижте пояснителната страница за други значения на Полк.
Окръг Полк (на английски: Polk County) е окръг в щата Тексас, Съединени американски щати. Площта му е 2875 km², а населението - 41 133 души (2000). Административен център е град Ливингстън.